# 钱括
钱括（？—？），宋朝政治人物。
钱括曾于1036年接替唐询任华亭县知县一职，1039年由丁诩接任。